# 九龍巴士48線
九龍巴士48線是香港一條已停駛的巴士路線，取消服務前來往荃灣碼頭運輸大樓及沙田禾輋邨。

## 歷史
- 1979年6月25日：本線投入服務，來往荃灣碼頭（今荃灣大會堂）及沙田墟，途經荃灣、葵涌、大埔道和沙田繞道，當時採用亞比安VT17AL單層巴士行走，班次為20分鐘一班。由於當時道路網絡並不發達，路線需由沙田經大埔公路駛入九龍市區的呈祥道，再返回葵涌道，成為首條兩邊總站均在新界，需途經九龍市區前往的路線。
- 1980年6月3日：因獅子山隧道公路與P5路（現稱沙田鄉事會路）之間一段沙田繞道永久封閉，48號線便改經大埔公路及P2路（現稱源禾路），途經禾輋邨及瀝源邨。
- 1983年4月17日：為配合曾大屋一帶公屋區落成，本路線延長至禾輋邨，途經乙明邨、博康邨及沙角邨，來回程繞經沙角街。
- 1984年7月29日：為配合沙田墟總站遷往沙田街市停車場（同日起沙田市區總站更名為沙田街市），不再繞經沙田街市總站。
- 由於服務範圍擴大，加上沙田及荃灣葵涌區人口不斷上升，通勤人流亦不斷增加，因此不久（於1984年8月5日）再開辦多一條往來荃灣碼頭至沙田新田圍邨（同年9月30日遷往秦石）的48A，繞經大圍、新翠邨及隆亨邨，但48號線仍然供不應求。
- 1984年11月25日：為配合荃灣填海工程及荃灣碼頭綜合運輸大樓落成（當時運輸大樓除具巴士小巴總站及停車場功能外，更兼備政府機關辦公功能，曾是新界區唯一人民入境事務處辦公處），荃灣總站遷入，不再繞經沙咀道及圓墩圍。
- 1986年1月25日：因本線客量甚高，故此本線換入載客量達160人的丹尼士巨龍12米雙層巴士行走，同日起，因為大埔道的路面限制，故同日起改經獅子山隧道，分段點亦改由葵涌道荔景邨（往荃灣方向）及乙明邨街（往沙田方向）。
- 1988年11月20日，48A進一步繞經顯徑，為免早上繁忙時間居民難以登車，於平日早上加開48P，往來顯徑至荃灣碼頭，是新界西區首條P字尾的巴士路線。
- 1990年4月20日：改經連接大圍及上葵涌的城門隧道，並改稱48X線，在分半政策下，分拆出服務葵涌的47X線。

## 行車資料

### 取消前行車路線
- 往沙田方向：沙咀道、大河道、青山公路、昌榮路交匯處、葵涌道、呈祥道、龍翔道、獅子山隧道、獅子山隧道公路、大涌橋路、沙角街、乙明邨街、沙角街、沙田圍路、沙燕橋、沙田鄉事會路、源禾路、檐杆莆街、沙田正街、橫壆街、源禾路、禾輋街、豐順街。
- 往荃灣方向：豐順街、禾輋街、源禾路、檐杆莆街、沙田正街、橫壆街、源禾路、沙田鄉事會路、沙燕橋、沙田圍路、沙角街、大涌橋路、獅子山隧道公路、獅子山隧道、龍翔道、呈祥道、葵涌道、青山公路、大河道。